# Fleetwood Mac (album 1975)
Fleetwood Mac – dziesiąty album studyjny zespołu rockowego Fleetwood Mac, wydany w 1975 roku przez Reprise Records. Był to drugi album grupy o takim tytule, po debiucie z 1968 roku. Fani zespołu określają ten krążek jako White Album (z ang. Biały Album).
Był to pierwszy album Fleetwood Mac z gitarzystą Lindseyem Buckinghamem i wokalistką Stevie Nicks, po tym, gdy poprzedni gitarzysta, Bob Welch, opuścił grupę pod koniec 1974 roku.
W 2003 album został sklasyfikowany na 183. miejscu listy 500 albumów wszech czasów magazynu Rolling Stone.

## Lista utworów
| Nr  | Tytuł utworu      | Autorzy              | Długość |
| --- | ----------------- | -------------------- | ------- |
| 1.  | „Monday Morning”  | Lindsey Buckingham   | 2:48    |
| 2.  | „Warm Ways”       | Christine McVie      | 3:54    |
| 3.  | „Blue Letter”     | R. Curtis, M. Curtis | 2:41    |
| 4.  | „Rhiannon”        | Stevie Nicks         | 4:11    |
| 5.  | „Over My Head”    | C. McVie             | 3:38    |
| 6.  | „Crystal”         | Nicks                | 5:14    |
| 7.  | „Say You Love Me” | C. McVie             | 4:11    |
| 8.  | „Landslide”       | Nicks                | 3:19    |
| 9.  | „World Turning”   | Buckingham, C. McVie | 4:25    |
| 10. | „Sugar Daddy”     | C. McVie             | 4:10    |
| 11. | „I'm So Afraid”   | Buckingham           | 4:22    |
|     |                   |                      | 42:53   |

Utworzono na podstawie materiału źródłowego.

## Twórcy
- Stevie Nicks – wokal
- Lindsey Buckingham – gitara prowadząca, wokal
- Christine McVie – keyboard, syntezator, wokal
- John McVie – gitara basowa
- Mick Fleetwood – perkusja

### Gościnnie
- Waddy Wachtel (jako Waddy) – gitara rytmiczna w "Sugar Daddy"

Utworzono na podstawie materiału źródłowego.